# Аскоспоры
Аскоспора — спора, содержащаяся или образующаяся в аске (сумке). Этот тип спор характерен для грибов отдела аскомицетов (лат. Ascomycota).
Одна аска содержит чаще всего восемь аскоспор, но у некоторых видов их может быть больше или меньше (от 4 до 128). Эти восемь спор образуются в результате комбинации мейоза и последующего митотического деления клетки. Мейоз превращает ядро исходной диплоидной клетки (зиготы) в четыре гаплоидные. Перед мейозом ДНК обоих наборов хромосом зиготы реплицируется (удваивается), так что хромосомы двойного набора становятся двуххроматидными. Ядро, которое содержит два набора двуххроматидных хромосом, делится в две стадии, разделяясь на четыре новых ядра. Каждое из них имеет одинарный (гаплоидный) набор однохроматидных хромосом. После этого процесса каждое из четырёх новых ядер снова удваивает ДНК и делится митозом. В результате образуется аска с четырьмя парами спор.
У многих аскомицетов аскоспоры расположены в аске линейно, что облегчает генетический анализ продуктов мейоза.